# Joseph Haines Moore

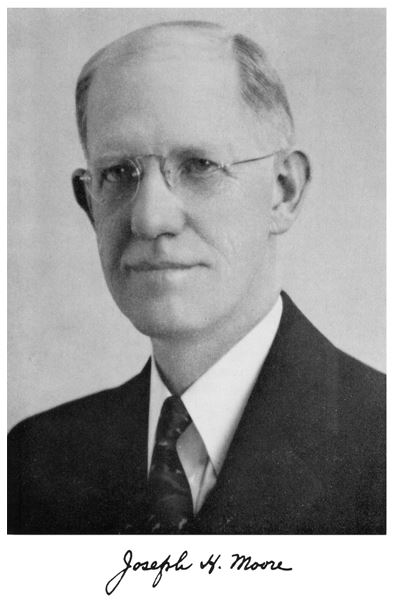
Joseph Haines Moore

Joseph Haines Moore (* 7. September 1878 in Wilmington (Ohio); † 15. März 1949 in Oakland (Kalifornien)) war ein US-amerikanischer Astronom.

## Leben
Joseph Haines Moore wurde am 7. September 1878 als einziger Sohn von John Haines Moore und Anne Haines in Wilmington geboren. Nach Besuch des Wilmington College strebte er ein Astronomiestudium an der Johns Hopkins University an, sah sich aber nach eigener Auskunft nicht ausreichend vorbereitet und schob daher zwei Jahre Mathematik und Physik ein. Dann bot die Universität keine Astronomieausbildung mehr an, so dass er 1903 in Physik mit der Dissertation The Fluorescence and Absorption Spectra of Sodium Vapor (Fluoreszens- und Absorptionsspektren von Natriumdampf) bei Robert Williams Wood promoviert wurde.
Trotz der Möglichkeiten, seine Karriere in der Physik fortzusetzen, entschied sich Moore für eine Assistentenstelle für Spektroskopie bei William Wallace Campbell am Lick-Observatorium auf dem Mount Hamilton, die er am 1. Juli desselben Jahres antrat. Er sollte bis zu seinem Ruhestand am Lick-Observatorium angestellt bleiben.
Hier arbeitete er an Campbells Projekt, die Radialgeschwindigkeiten aller Sterne mit einer scheinbaren Helligkeit ab 5,51 mag spektroskopisch zu bestimmen. Dazu gehörte auch ein Aufenthalt von 1909 bis 1913 an der Südstation in Santiago de Chile, um die Radialgeschwindigkeiten der vom Mount Hamilton aus nicht sichtbaren Sterne zu ermitteln. 1928 war die Arbeit am Katalog der Radialgeschwindigkeiten heller Sterne beendet, als Autoren wurden bei der Veröffentlichung Campbell und Moore genannt.
Später, 1932, hatte Moore einen größeren Katalog zusammengestellt, der Messungen von Radialgeschwindigkeiten vieler anderer Observatorien einschloss.
Moore interessierte sich auch für spektroskopische Doppelsterne, das sind Doppelsterne, deren Komponenten sich nicht visuell auflösen lassen, so dass nur die aufgenommenen Spektren auf zwei und in komplizierteren Fällen auch auf mehrere Sterne hindeuten, woraus zahlreiche Publikationen entstanden.
Dazu kamen Spektren planetarer Nebel oder der Sonnenkorona. Für letztere nahm er an Expeditionen zu den Sonnenfinsternissen der Jahre 1918, 1922, 1923, 1930 und 1932 teil, bei den letzten beiden sogar als Expeditionsleiter.
In der unten angegebenen Quelle von William Hammond Wright findet sich eine Zusammenstellung von Moores Publikationen.
Noch kurz vor seinem Tode erschien der mit Ferdinand John Neubauer erstellte fünfte Katalog über Orbitalelemente spektroskopischer Doppelsterne.
Schon Moores Eltern lebten in einer Quäker-Tradition, er selbst war zeitlebens Mitglied der Society of Friends. Moore war seit dem 12. Juni 1907 mit Fedrica Chase verheiratet, aus der Ehe gingen zwei Töchter, Mary Kathryn und Margaret Elizabeth, hervor. Moore bekleidete mehrere Positionen am Lick-Observatorium, nach seiner Assistentenstelle war er Astronom, Assistent des Direktors und ab 1942 selbst Direktor des Observatoriums. Ab 1944 litt er wegen der Höhe des Observatoriums an Atemnot, so dass er auf ärztlichen Rat hin am 30. November 1945 vom Direktorenposten zurücktrat und nur noch an der Berkeley-Universität lehrte. Am 6. September 1948 trat er in den Ruhestand. Moore starb am 15. März 1949 in Oakland im Alter von 70 Jahren.

## Ehrungen
- Moore war Mitglied in mehreren wissenschaftlichen Gesellschaften, darunter die Royal Astronomical Society, die Internationale Astronomische Union, die Astronomical Society of the Pacific, die American Astronomical Society, die American Physical Society oder die National Academy of Sciences. In der Astronomical Society of the Pacific war er 1920 und 1928 Präsident und in der American Association for the Advancement of Science war er 1932 Vizepräsident der astronomischen Sektion.[4]
- Im Jahre 1970 benannte die Internationale Astronomische Union den Mondkrater Moore offiziell nach Joseph Haines Moore.[10]